# ラジオななお
株式会社ラジオななおは、石川県七尾市、鹿島郡中能登町全域、ならびに羽咋市、羽咋郡志賀町、鳳珠郡穴水町・能登町の各一部地域を放送区域として超短波放送（FM放送）を行っている特定地上基幹放送事業者である。同一の愛称でコミュニティ放送（コミュニティFM）を行っている。

## 概要
北國新聞系列のラジオ局として、ラジオこまつとともにラジオかなざわの一部番組を同時ネットしている。 同じ年に開局したラジオこまつとはジングルのメロディが共通である。
ラジオかなざわが演歌主体の番組編成であるのに対し、ラジオななおでは平日の夜間にJ-POPを主体とした編成も行われている。その他、ミュージックバードの番組も放送。

## 沿革
- 1996年（平成8年）
  - 7月25日 - 株式会社ラジオななお設立。
  - 11月15日 - ラジオななお開局[2]。
- 2016年（平成28年）4月1日 - ラジオかなざわ、ラジオこまつ、ラジオたかおかとともにJCBAインターネットサイマルラジオでのサイマル放送を開始。
- 2017年（平成29年）9月1日 - 珠洲市のラポルトすず内に、奥能登国際芸術祭2017と同年9月24日実施の珠洲市総合防災訓練を目的としたイベント放送局「エフエムすず」（周波数88.8MHz）を開設[3][4]（同年9月30日まで）。

## 主な制作番組
2021年10月時点。詳細は、公式サイトの番組紹介を参照。
ネット番組
| 番組名                                            | 放送時間           | ネット局                                                            | 備考                                                                        |
| ------------------------------------------------- | ------------------ | ------------------------------------------------------------------- | --------------------------------------------------------------------------- |
| 三輪一雄 歌の直行便                               | 月曜 18:00 - 18:55 | ラジオかなざわ ラジオこまつ ラジオたかおか エフエムしろいし（隔週） | 本放送と再放送を隔週で実施。                                                |
| にしけんラジオカフェ                              | 水曜 8:00 - 8:30   | ラジオかなざわ ラジオこまつ                                         |                                                                             |
| 宗玄酒造プレゼンツ 酔ってかんかいね酔ってきまっし | 金曜 16:00 - 16:30 | ラジオかなざわ ラジオこまつ ラジオたかおか                          |                                                                             |
| 岬ゆたかの演歌でトーク                            | 金曜 18:00 - 18:55 | ラジオかなざわ ラジオこまつ                                         |                                                                             |
| おらっちゃ能登人                                  | 金曜 19:00 - 20:00 | ラジオかなざわ エフエムしろいし（隔週）                             |                                                                             |
| もっと知って!海のこと!!                           | 日曜 15:00 - 15:30 | ラジオかなざわ ラジオこまつ                                         | 七尾海上保安部が特別協力している。 再放送はななおのみ（月曜 8:00 - 8:30）。 |

単独放送
- ラジオななおインフォメーション（毎日 7:55 - 8:00ほか）
- 七尾もしもし探検隊（木曜 11:00 - 14:00）
  - 生放送の番組のため、国民の祝日該当日、ゴールデンウィーク（4月29日から5月5日）、お盆（山の日を含む8月11日から8月16日ごろ）、年末年始（12月29日ごろから1月4日ごろまで）は休止となる（該当期間は平日でも休止）。
  - 2023年9月までは、月曜 - 木曜の11:00 - 13:00に放送していたが、10月より木曜のみの放送に縮小。
- ほっとたいむ（月曜 13:30 - 13:45）
- 聞いてなるほど 七尾だより（土曜 10:00 - 10:30、再放送：放送当日 17:00 - 17:30）[6]
- 円山二朗の大変なもんじゃ（土曜 17:30 - 18:00）
- ジャックシケオウ上田のPOWER OF FISHING（土曜 18:00 - 18:30）

## 編成形態
2020年4月以降の番組の編成形態は次のとおり。
- 放送開始起点：毎日 5:00
  - 2020年3月までは、月曜 1:00 - 5:00（日曜深夜）に放送休止時間を設定していたが、4月以降は当該時間帯も演歌が放送されているため完全24時間放送となっている。
- ミュージックバードのネット時間帯（コミュニティ放送向け番組、ミニ番組の時間帯は割愛）
  - 月曜 - 金曜：7:00 - 7:55、15:00 - 17:00
  - 土曜：7:00 - 8:55、12:00 - 13:55、15:00 - 16:55、19:00 - 22:00
  - 日曜：7:00 - 14:55、16:00 - 18:00

## パーソナリティ
2021年10月時点。
- 丸一都美
- 越村紀子
- 車吉章
- 三輪一雄
- 岬ゆたか

## インターネット配信
2016年4月1日に、北國新聞系列のコミュニティFM4社がJCBAインターネットサイマルラジオでのインターネットラジオ配信を開始した。2020年10月時点での配信時間は以下のとおり。
- 月曜 - 金曜 7:00 - 20:00
- 土曜 7:00 - 21:00
- 日曜 7:00 - 19:00